# Rhacochelifer massylicus
Espèce
Rhacochelifer massylicus est une espèce de pseudoscorpions de la famille des Cheliferidae.

## Distribution
Cette espèce est endémique d'Algérie. Elle se rencontre vers Sétif.

## Publication originale
- Callaini, 1983 : Contributo alla conoscenza degli pseudoscorpioni d'Algeria (Arachnida). Notulae chernetological. 16. Animalia (Catania), vol. 10, no 1/3, p. 211-235.